# University of Ottawa Press
A University of Ottawa Press ( UOP ) (em português:  Editora da Universidade do Ottawa) fundada em 1970, é uma editora bilíngue universitária localizada em Ottawa, Ontário. Publica aproximadamente 25-30 livros anualmente em inglês e francês.A UOP é a única editora universitária totalmente bilíngue no Canadá.

## Histórico
Em 1930, professores da faculdade de filosofia e teologia da Universidade de Ottawa decidiram publicar um periódico que "favorecesse o desenvolvimento da cultura superior". A primeira edição, intitulada La revue de l'Université d'Ottawa, apareceu em janeiro de 1931.